# Johann Martin Vosseler
Johann Martin Vosseler (* 24. September 1842 in Thalheim, Königreich Württemberg; † 15. Januar 1905 ebenda) war Abgeordneter im württembergischen Landtag als Vertreter des Oberamts Tuttlingen (Schwarzwaldkreis).

## Politische Karriere
Vosseler war Schultheiß in Thalheim. Mit der Wahl 1876 wurde er Abgeordneter des Landtags als Nachfolger von Christian Storz. In seinem Amt wurde er 1882 von Theodor Ehninger abgelöst.